# Anatori River
Der Anatori River ist ein Fluss in der Region Tasman auf der Südinsel von Neuseeland.

## Geographie
Der Anatori River entsteht durch den Zusammenfluss des Anatori River North Branch mit dem Anatori River South Branch.
- Anatori River North Branch, 6,5 km Länge, Quelle: 40° 48′ 32″ S, 172° 26′ 18″ O
- Anatori River South Branch, 5,7 km Länge, Quelle: 40° 49′ 5″ S, 172° 24′ 46″ O

Von dem Zusammenfluss aus fließt der Anatori River zunächst in einem leichten Linksbogen nach Westen, schlägt dann einen rund 1,5 km langen Halbkreis im Uhrzeigersinn und knickt dann in nördliche Flussrichtung ab. Nach insgesamt rund 13 km Flussverlauf mündet der Anatori River rund 3,85 km südwestlich des Lake Otuhie in die Tasmansee.

## Anatori River North Branch
Der Anatori River North Branch entspringt auf einer Höhe von rund 895 m an der nordwestlichen Seite des Kamms der Wakamarama Range. Von dort aus fließt der Fluss in eine nordwestliche Richtung, bis er nach insgesamt 6,5 km Flussverlauf mit dem Anatori River South Branch zusammenfließt und den Anatori River bildet.

## Anatori River South Branch
Der Anatori River South Branch entspringt auf einer Höhe von rund 950 m an der nordwestlichen Seite des Kamms der Wakamarama Range. Von dort aus fließt der Fluss in eine nordwestliche Richtung, bis er nach insgesamt 5,7 km Flussverlauf mit dem Anatori River North Branch zusammenfließt und den Anatori River bildet.